# Заречный (Граховский район)
Заречный — село в Граховском районе Удмуртии, входит в состав Порымозаречного сельского поселения.

## Географическое положение
Село расположено у слияния рек Адамка и Январка, в 4 км к западу от районного центра — села Грахово. Около села, на реке Адамка, устроен пруд.

## История

### До революции
В середине XVIII века нижегородский купец Игнатий Фёдорович Осокин выкупил земли для строительства Бемышевского завода, в том числе и пустошь у речки Адамка. Позднее завод унаследовал помещик Казанской и Нижегородской губерний Евграф Алексеевич Лебедев, который завёз на пустующие земли крепостных крестьян из Нижегородской губернии, но название «Пустошь» сохранилось. По итогам десятой ревизии в 1859 году в 62 дворах владельческой деревни Пустошь при ручье Январе проживало 366 жителей. Первоначально под деревней Пустошь подразумевалось всё население Пустошинского имения Лебедевых, но позднее группа дворов вдоль реки Адамка получила название деревня Пустошь, а вдоль Январки — Лебедевка. Перед революцией один из потомков Евграфа Алексеевича сдал принадлежавшие ему земли в Казанский поземельный банк, который управлял имением до 1917 года.

### Советские годы
До 1921 года обе деревни входили в состав Граховской волости Елабужского уезда Вятской губернии, в 1921 году образована Вотская АО и деревня вместе с Граховской волостью отошла в состав Можгинского уезда. После революции в деревне Пустошь образована коммуна Безбожник. В 1924 году, при укрупнении сельсоветов, Лебедевка и Пустошь вошли в состав Граховского сельсовета, но уже в следующем 1925 году сельсовет разукрупнён и образован Лебедевский сельсовет с административным центром в деревне Лебедевка.
В годы войны в Пустошь эвакуируется конезавод, а позднее в 1950-х деревня переименована в посёлок Заречный. В 1963 году в результате упразднения Лебедевского сельсовета посёлок входит в состав Граховского сельсовета. 20 февраля 1978 года посёлок Заречный и деревня Лебедевка объединены в один населённый пункт — посёлок Заречный. С 1985 по 2004 годы в связи с образованием Зареченского сельсовета в посёлке располагался его административный центр.

### Современность
В результате реформы местного самоуправления, в 2004 году Зареченский сельсовет был ликвидирован и населённые пункты входившие в него, переподчинены Порымозаречному сельскому поселению, но по факту сельсовет продолжал работать до 2006 года.
9 июня 2004 года решением Граховского районного Совета депутатов N 3/157 посёлок Заречный Граховского района преобразован в село Заречное. Решение было отправлено на утверждение в Ижевск, где 26 октября 2004 года постановлением Госсовета Удмуртской Республики посёлок Заречный был переименован в село Заречный.

## Экономика
Единственным предприятием села является ГП «Граховский Конезавод», который был организован в мае 1948 году из эвакуированных конезаводов. В 1990-х годах из-за прекратившегося финансирования, предприятие находилось на грани банкротства. В настоящее время сохранив только часть конного фонда, предприятие специализируется на мясо-молочном скотоводстве.

## Объекты социальной сферы
- МОУ «Зареченская средняя общеобразовательная школа» (на иллюстрации) — 18 учителей и 97 учеников в 2003 году[6]. Школа расположена по адресу: улица Школьная, дом 3. Директор школы - Храмова Валентина Владимировна
- МДОУ Зареченский детский сад
- Зареченский сельский дом культуры
- Зареченский фельдшерско-акушерский пункт
- Зареченский филиал центральной библиотечной системы

## Улицы
| - Улица Гагарина - Улица Гвоздухина - Дорожная улица - Конезаводская улица | - Улица Космонавтов - Лебедевская улица - Новая улица | - Сосновая улица - Центральная улица - Школьная улица |